# أيند أوباكا
أيند أوباكا (بالإنجليزية: Ayinde Ubaka)‏ مواليد 9 فبراير 1985 في سان فرانسيسكو، هو لاعب كرة سلة أمريكي سابق. بدأ مسيرته الاحترافية في سنة 2007. يبلغ طوله 6 قدم 4 بوصة (1.9 م). لعب كرة السلة الجامعية في جامعة كاليفورنيا. اعتزل اللعب في 2013.

## المسيرة الاحترافية
لعب مع شارني سووبسك في سنة 2007، ثم لعب مع سكايلاينرز فرانكفورت في الدوري الألماني في موسم 2007–2008، ثم لعب مع نادي لوفين براونشفايغ لكرة السلة في سنة 2009، ثم لعب مع كيرنز تيبانز في الدوري الأسترالي في موسم 2010–2011، ثم لعب مع ملبورن يونايتد في موسم 2011–2012، ثم لعب مع إلوارا هوكز في الدوري الأسترالي في سنة 2012.

## روابط خارجية
- أيند أوباكا على موقع كرة السلة الأوروبية.كوم (الإنجليزية)
- أيند أوباكا على موقع DraftExpress.com (الإنجليزية)
- أيند أوباكا على موقع كلية كرة السلة في سبورتس رفرنس.كوم (الإنجليزية)
- أيند أوباكا على موقع ريلجم (الإنجليزية)
- أيند أوباكا على موقع بروبوليرز (الإنجليزية)
- أيند أوباكا على موقع سبورتس رفرنس (الإنجليزية)